# Ereira (Montemor-o-Velho)
Ereira es una freguesia portuguesa del concelho de Montemor-o-Velho, con 7,26 km² de superficie y 714 habitantes (2001). Su densidad de población es de 98,3 hab/km².